# دی‌ان‌سی‌ای
دی‌ان‌سی‌ای یک گروه پاپ-راک آمریکایی است. اعضای گروه شامل جو جوناس، جک لولس، کول ویتل و جینجو لی است. این گروه با ریپابلیک رکوردز قرارداد امضاء کردند، شرکتی که اولین تک‌آهنگ آن‌ها (کیک در کنار اقیانوس) را در سال ۲۰۱۵ منتشر کرد. آهنگ موفقیت‌هایی را در کشورهای مختلف بدست آورد از جمله کسب رتبهٔ ۹ در جدول ۱۰۰ آهنگ داغ بیلبورد.